# Thomas Hay-Drummond, XI conte di Kinnoull
Thomas Robert Hay-Drummond, XI conte di Kinnoull (Bath, 5 aprile 1785 – Torquay, 18 febbraio 1866) è stato un nobile scozzese.

## Biografia
Era il figlio di Robert Hay-Drummond, X conte di Kinnoull, e della sua seconda moglie, Sara Harley, figlia di Thomas Harley, sindaco di Londra.

## Carriera
Servì come Lord leone, re d'arme (1804-1866), succedendo a suo padre in tale carica. Ha servito come colonnello della Milizia Perthshire (1809-1855 e 1830-1866) ed è stato Lord luogotenente del Perthshire.
Massone, è stato il cinquantesimo Gran maestro della Gran loggia di Scozia.

## Matrimonio
Sposò, il 17 agosto 1824, Louisa Burton Rowley, figlia di Charles Rowley. Ebbero nove figli:
- Lady Louisa Hay-Drummond (?-4 settembre 1898), sposò Thomas Moncreiffe, ebbero sedici figli;
- George Hay-Drummond, XII conte di Kinnoull (16 luglio 1827-30 gennaio 1897);
- Lady Sarah Hay-Drummond (4 dicembre 1828-17 febbraio 1859), sposò Hugh Cholmondeley, II barone Delamere, non ebbero figli;
- Robert Hay-Drummond (25 luglio 1831-1 ottobre 1855);
- Lady Frances Hay-Drummond (1832-31 gennaio 1886), sposò Richard Lloyd, non ebbero figli;
- Arthur Hay-Drummond (30 marzo 1833-28 gennaio 1900), sposò Katherine Derby, non ebbero figli;
- Lady Elizabeth Hay-Drummond (1835-24 febbraio 1902), sposò in prime nozze Frederick Arthur, ebbero tre figli, e in seconde nozze Canon Dugmore, non ebbero figli;
- Lady Augusta Sophia Hay-Drummond (10 ottobre 1836-23 luglio 1915), sposò John Twisleton-Wykeham-Fiennes, XI barone Saye e Sele, ebbero dieci figli;
- Charles Rowley Hay-Drummond (10 ottobre 1836-23 maggio 1918), sposò Arabella Augusta Meyrick, ebbero sette figli.

## Morte
Morì il 18 febbraio 1866 a Torquay.